# Самедов, Али Ильхам оглы
Али Ильхам оглы Самедов (азерб. Əli İlham oğlu Səmədov; род. 6 сентября 1997, Гянджа) — азербайджанский футболист. Полузащитник. Выступает за «Кяпаз».

## Карьера
Родился 6 сентября 1997 года в Гяндже. В 2014 году окончил Азербайджанскую государственную академию физической культуры и спорта.
С 2009 года играл за составы до 13, 14, 16, 17 и 19 лет клуба «Габала».
Выступал за сборную Азербайджана до 19 лет.
В 2015 году перешёл в «Кяпаз». До зимы 2022 года выступал за «Кяпаз». Являлся капитаном.
Вторую половину сезона 2022/2023 провёл в «Шамахы».
7 июля 2023 года вновь подписал контракт с «Кяпазом». 13 июля 2024 года контракт был продлён.